# Filips van Crèvecœur
Filips van Crèvecœur, heer van Esquerdes (1418 – L'Arbresle 1494), was een Zuid-Nederlands en later een Frans militair.  Hij werd maarschalk van Frankrijk in 1486. Hij is ook bekend als Maréchal des Cordes of Maréchal d'Esquerdes.
Hij was de zoon van Jacques de Crèvecœur, heer van Crèvecœur en Thois in Picardië, en ridder in de Bourgondische Orde van het Gulden Vlies. Ook Philippe ging in dienst van de hertog van Bourgondië, Karel de Stoute. 
In 1467 vocht hij in Luikse Oorlogen tegen de prins-bisschop van Luik; daarvoor werd hij beloond met de Orde van het Gulden Vlies.
Hij werd toen ook Bourgondisch stadhouder van Artesië en Picardië, waar hij Abbeville verdedigde tegen Lodewijk XI van Frankrijk. 
Toen Karel de Stoute in 1477 sneuvelde zonder een mannelijke erfgenaam na te laten koos Crèvecœur partij voor de Franse koning, die Vlaanderen, Henegouwen en alle andere Bourgondische bezittingen opeiste. Crèvecœur bleef stadhouder (gouverneur) van Picardië, nu voor de Fransen, en bracht ook Artesië onder Frans gezag.  Daarbij leverde hij Atrecht over aan het Franse leger.  Dat leverde hem de Franse Orde van Sint-Michiel op.
In de Slag bij Guinegate (1479) werd hij evenwel verslagen door de Vlamingen. Maar in de Guerre folle boekte hij weer successen tegen het keizerlijke leger.  Hij versloeg Ravenstein in 1486 en nam in 1487 in Béthune de hertog van Gelre en de graaf van Nassau gevangen.  Hij veroverde de Artesisch-Vlaamse steden Sint-Omaars en Terwaan. 
In 1494 trok Crèvecœur met een Franse militaire campagne naar Italië maar hij stierf onderweg in L'Arbresle bij Lyon.  Hij werd begraven in de kerk van Boulogne-sur-Mer.